# Norah Aiton
Norah Aiton (1904 – 22 agosto 1989) è stata un'architetta britannica, impegnata in particolare nello stile modernista.
Intorno al 1930, lei e la sua socia Betty Scott hanno istituito la pratica architettonica di Aiton & Scott. Il loro lavoro più noto è l'edificio per uffici per la società produttrice di tubi di Derby Aiton & Company. Questo è stato notevole sia come primo esempio suggestivo di architettura industriale modernista e anche come un edificio progettato da due del piccolo numero di donne che lavorano in architettura a quel tempo.

## Biografia
Figlia di Adriana Wilhelmina (nata Stoop), cittadina olandese prima del suo matrimonio, e John Arthur Aiton, più tardi Sir Arthur Aiton, ingegnere che aveva fondato una società di produzione di tubi in acciaio a Derby, nasce a Londra nel 1903. Il 13 giugno si trasferisce a Aiton Derby con i suoi due fratelli e genitori. Frequenta il Girton College superando la parte 1 del corso Tripos Matematical di Cambridge nel 1923, ma senza completare il corso. Vince una borsa di studio della Royal Institute of British Architects (RIBA) per studiare nel corso della Cambridge School of Architecture dal 1924 al 1926.
Continua presso l'Architectural Association School (AA), studiando fino al 1929 e ottenendo un diploma RIBA. Qui incontrato Betty Scott, sua futura socia in affari.
Nel 1933 sposa Nicolaas Tollenaar, broker assicurativo di Sedgwick, olandese divenuto cittadino britannico nel 1934, e mantenendo il proprio nome da nubile professionalmente, alternandolo a Norah Tollenaar.
Appassionata alle strutture in acciaio e vetro, ammiratrice della scuola di design olandese chiamata De Stijl, in parte ispirata dall'arte di Piet Mondrian, dopo la progettazione di una casa per i genitori di Scott a Stoke Poges, inizia una collaborazione per la creazione di uffici per il sito di produzione del padre di Aiton a Derby.

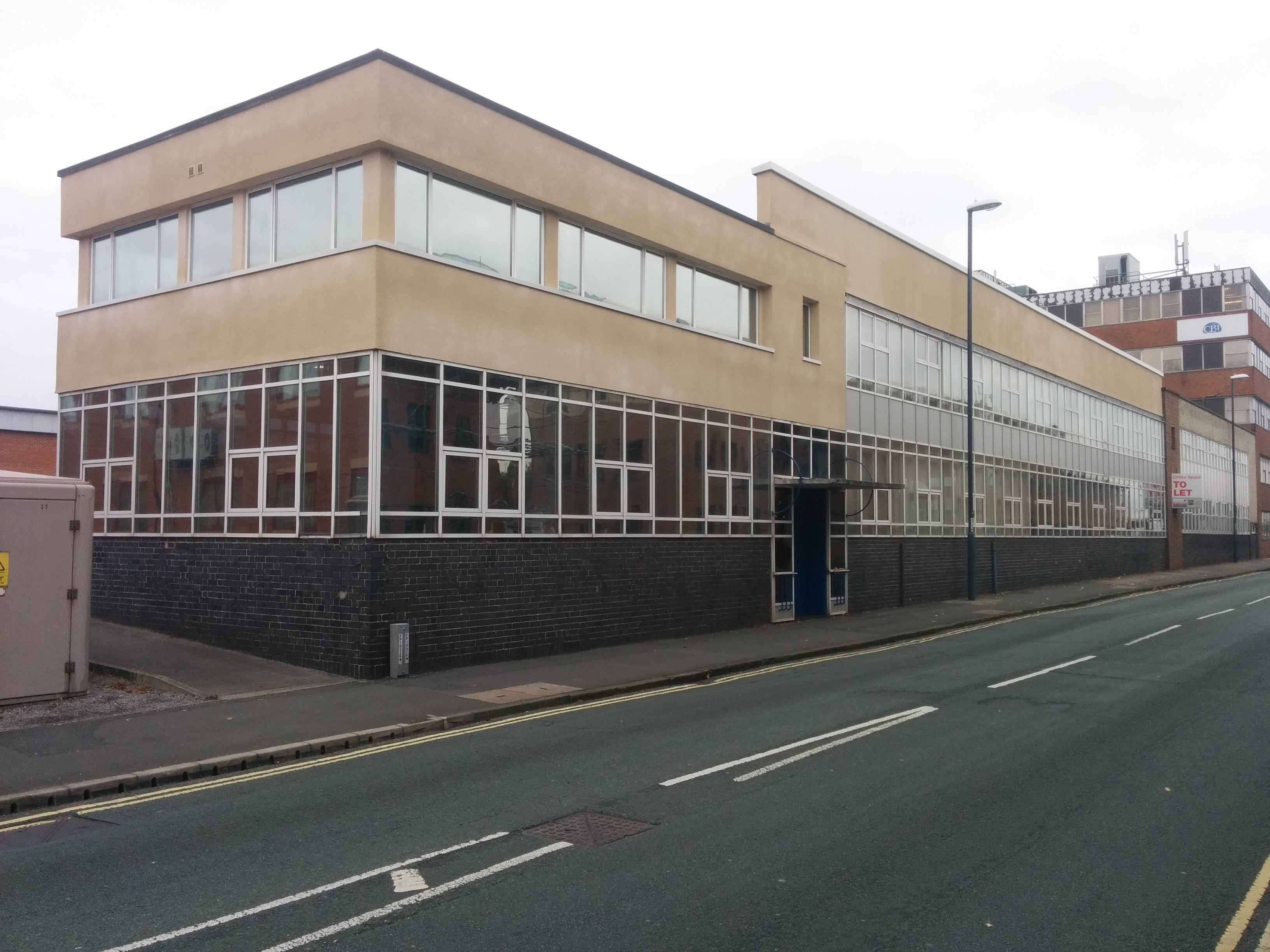
Aiton and Co è ora chiuso, ma l'edificio in Derby è classificato come Grade II

Il padre di Aiton dà agli architetti libertà di progettazione nell'usare uno stile all'avanguardia che rispecchiasse e promuovesse la tecnologia avanzata che stava dietro la fabbrica di prodotti e che comprendeva tubazioni per navi da guerra e centrali elettriche. Tale caratteristica si evince in particolare nell'uso dei tubi metallici della Aiton & Co, utilizzati nelle balaustre interne e altrove. L'acciaio dominante e il vetro sono utilizzati con il colore in uno schema "De Stijl", combinando pavimenti rossi e giada verde delle pareti interne con mattoni blu, infissi in grigio e stucchi e cemento bianco.
Il progetto è definito da Historic England come "molto fine e anche esempio estremamente precoce dello stile moderno o internazionale di architettura" e "uno dei primi edifici industriali a essere progettato da un partenariato di donne architette". The Architects Journal lo ha descritto come un "pezzo esemplare precoce di design high tech". Si tratta di un edificio di interesse storico (classificato Grade II).
La sede dello studio di Aiton e Scott è a Londra in Sloane Street. Tra i loro altri progetti una stamperia, uno zoo privato a Chislehurst con gabbie per scimmie e acquari, una chiesa, crematorio e varie case private.
Pur se descritti da riviste di settori, i lavori dello studio non fanno parte dei manuali di storia del design modernista. Secondo lo storico dell'architettura Lynne Walker ciò sarebbe dovuto al fatto che l'architettura modernista nel Regno Unito sarebbe stata scritta da un punto di vista prevalentemente maschile.
Anche se la carriera di Aiton non è continuata dopo l'inizio della Seconda guerra mondiale, non si è esaurito il suo interesse per l'arte e il design. È stata membro della Contemporary Art Society e proprietaria di una collezione di arte decorativa. Ha posseduto per tutta la vita il ritratto della famiglia Kessler, i suoi cugini, realizzato da Raoul Dufy.
Muore il 22 agosto 1988 durante una vacanza in Jersey 
lasciando in eredità quasi un milione di sterline.